# Phytomyptera stackelbergi
Phytomyptera stackelbergi là một loài ruồi trong họ Tachinidae.